# شل (وایومینگ)
شل(به انگلیسی: Shell) شهری در ایالت وایومینگ کشور ایالات متحده آمریکا است که جمعیت آن در سرشماری سال ۲۰۱۰ میلادی، ۸۳ نفر بوده‌است.